# 孙克纲
孙克纲（1923年3月2日—2007年5月16日），字景张，号人溥，天津人，中国山水画画家。

## 生平
1923年，孙克纲生于天津市的一个普通家庭。幼时读过两年私塾，继而入新式小学。15岁因穷困而辍学，到一个绸缎庄做学徒，同一时期开始学画山水畫，临摹《芥子园画谱》和古代画作。后为职员，仍自学绘画。1942年時19岁的孙克纲拜画家刘子久为师，开始临摹“四王”、石涛与宋元名迹，研习重点是南宗山水。
1956年，33岁的孙克纲到天津人民美术出版社工作，观摩了社里所藏任伯年、吴昌硕、齐白石、黄宾虹、萧谦中、张大千等的作品，并在工作中结识了傅抱石、李可染等名家。1958年后, 孙克纲先后到秦岭、太行山、密云水库、昌黎、青城山、峨嵋山、黄山、杭州等地写生，渐渐形成了其独特的“泼墨”、“破墨”与“积墨”技法。1979年3月在北京和1987年4月在天津分别举办了个人画展。其作品又参加应届全国性美术展览和地方美术展览，去日本、西德、保加利亚、香港及东南亚等国家和地区展览。1993年获天津市「鲁迅文艺大奖」。2006年4月由天津市委宣传部、天津市文联主办，天津市美协、天津画院承办“中国山水画大师孙克纲艺术生涯六十年作品展”。
2007年5月16日晚因病在天津去世。

## 任职
孙克纲为原中国美术家协会理事、天津美协副主席、天津美协名誉副主席、天津文联委员、天津画院专业画家、国家一级美术师，享受国务院政府特殊津贴。

## 艺术风格
孙克纲专攻临摹出身，自称未接受过理论性的指导，第一次到秦岭写生时“不会画人”“不会速写”。其学习传统而不拘泥于古法，广泛汲取生活营养，逐渐形成个性风格。其1962年的《秦岭烟云》普遍被视为其画风的转折性作品。
孙克纲在1978年以后开始大量使用泼墨法。相较于张大千以熟纸泼画，其使用生宣纸泼墨，用大笔而不是小笔泼画，色彩始终指向山或云的形象并重视表现空间纵深的关系。孙其峰称之为“大笔泼墨法”和“大片泼墨法”。孙克纲与孙其峰并称为「津门二孙」。
此外，孙克纲亦会篆刻，其曾刻一方「忙里偷闲」的印章。

## 作品
其著作有《太行十月》、《秦岭烟云》、《峨眉天下秀》、《山居图》、《李白诗意》等入选全国美展，其中《李白诗意图》在全国第六届美展中获三等奖。出版有《孙克纲画集》、《山水技法》、《山水课画稿》等十余种。